# Павлова Віра Анатоліївна
Ві́ра Анато́ліївна П́авлова (4 травня 1963, Москва) — російська поетеса.

## Біографія
Народилася в Москві 1963 року в родині наукових працівників. Закінчила музичний коледж імені Шнітке, Академію музики імені Гнєсіних за спеціальністю «Історія музики» (1985 р.). До 18 років, з благословення самого Арама Хачатуряна, готувала себе до кар'єри композиторки. Працювала екскурсоводом в будинку-музеї Шаляпіна, друкувала музикознавчі есеї, 10 років співала в хорі.
Вірші почала писати у віці 20-ти років. Вперше поезія Віри Павлової була надрукована в журналі «Юность», але популярність їй принесла публікація 72 віршів у газеті «Сегодня» з післямовою Бориса Кузьминського. Ця подія породила міф про те, що Віра Павлова — літературна містифікація.
2000 року стала лауреатом Літературної премії імені Аполлона Григор'єва.

Інформації про Віру Павлову зовсім небагато. Вона не допускає до себе журналістів. Перше інтерв'ю поетка дала власному чоловікові Михаїлу Поздняєву, працівнику газети «Огонек», який отримав відповідне завдання від редактора. Стаття, що отримала назву «Танцюю сама»  починалася службовою запискою автора до редактора: 
|  | Редактор! Я выполнил твое поручение.. Боюсь, интервью тебя разочарует. Вера не захотела говорить про то, что вызывает наибольшее любопытство. Про то, насколько автобиографична ее любовная лирика. Про ненормативную лексику в ее стихах. Про то, как ее узнают всякие козлы в троллейбусе и дарят свои пародии. Про то, феминистка ли она, что думает о певице Земфире, Кастанеде и Александре Петровиче Никонове и как понимать ее стихи: „Во мне погибла героиня/во мне погибла балерина/во мне погибла негритянка/во мне погибла лесбиянка/как много их во мне погибло!/И только Пригов жив-здоров“. Не захотела рассказывать, как в Санкт-Петербурге, на Конгрессе поэтов, прочла эти стихи Пригову — и Дмитрий Александрыч без тени улыбки сказал ей: „Смешно“… Вера не захотела публиковать в „Огоньке“ отклики на ее книги академика Гаспарова, Юза Алешковского и Владимира Сорокина… Боюсь, она за все, мною выше сказанное, применит санкции. Вера не хочет говорить ни о чем — кроме того, что ей кажется важным в данный момент, цитируя своего любимого Мартина Бубера: „Интересное не важно“. Редактор, она молчит иногда часами! Наши дети называют это: „Мама в простракции“! Каждое утро залезает она в кипящую ванну, после чего записывает два-три стишка. Два-три дня не записывает — болеет… Но даже то, что я смог из Веры выжать, а при чтении расшифровки наших разговоров отстоять с боем, для меня — подвиг Пятачка! Так что, редактор, прими Веру Павлову такой, какова она есть. И не забудь про меня… |

## Творчість
Неповторний поетичний дар Віри Павлової, за її ж власним визначенням, полягає у вмінні говорити про свої почуття «такими простими словами, що ніби й зовсім без слів». Віра Павлова не обмежує себе майже нічим: вона відверто пише про свій сексуальний досвід, не боїться нецензурної лексики. Така прямота шокує, але й приваблює, інтригує. Її називають продовжувачкою поетичної традиції Марини Цвєтаєвої та Марії Шкапської. Через вірші Віри Павлової за кілька років будуть відтворювати портрети її сучасниць — звичайних жінок, що водять дітей до дитсадка, кохають своїх чоловіків та вміють сильно й гостро відчувати.

## Книги
- Небесное животное. — М.: Золотой векъ, 1997.
- Второй язык. — СПб.: Пушкинский фонд, 1998.
- Линия отрыва. — СПб.: Пушкинский фонд, 2000.
- Четвертый сон. — М.: Захаров, 2000.
- Интимный дневник отличницы. — М.: Захаров, 2001.
- Вездесь. — М.: Захаров, 2002.
- Совершеннолетие. — М.: ОГИ, 2004.
- По обе стороны поцелуя. — СПб.: Пушкинский фонд, 2004.
- Ручная кладь: Стихи 2004—2005 гг. — М.: Захаров, 2006.
- Письма в соседнюю комнату. — М.: АСТ, 2006.
- Три книги. — М.: АСТ, 2007.
- Мудрая дура. — М.: Аванта+, 2008.